# João Carlos Costa
João Carlos Costa (Rio de Janeiro, 15 de janeiro de 1956) é um treinador de futebol brasileiro.
Começou a carreira nas divisões de base do Flamengo, onde trabalhou até chegar ao profissional. Passou pela Seleção Brasileira Sub-17 e Sub-20 nos Mundiais da Itália e Nigeria, e nos Sul-Americanos da Colombia e Paraguai. Fez muito sucesso no Japão treinando equipes como o Kashima Antlers, Nagoya Grampus Eight, Cerezo Osaka e Consadole Sapporo. Por lá conquistou títulos como a J-League, Copa Nabisco, Copa Xerox e Copa do Imperador, sendo assim eleito o Melhor treinador do ano de 1997. Depois de passagem pelo futebol mineiro, paulista e carioca.

## Carreira

### Flamengo
João Carlos começou a trabalhar no mundo futebolístico dentro do Flamengo. Sua primeira experiência foi como Estagiário de Preparação Física da Equipe Junior ainda no ano de 1979, logo após, continuou a trabalhar com as divisões de base colecionando títulos da categoria.
Em 1988, depois de auxiliar Carlinhos na equipe principal, João Carlos foi convidado para treinar o time no decorrer da Copa Kirin disputada no Japão. As boas atuações da equipe renderem vitórias sobre as seleções do Japão e também sobre a Seleção da China, além do time alemão Bayer Leverkusen. Em decorrência das vitórias, o Flamengo se sagrou Campeão do torneio e João Carlos Costa ganhou moral com a diretoria rubro-negra.
Ainda em 1988, João Carlos Costa assumiu o Flamengo interinamente após demissão de Candinho. Seu trabalho era comandar o time em algumas partidas amistosas e também no Campeonato Brasileiro. Contudo, sete jogos após, o treinador deu lugar para Telê Santana.
No ano de 1989 após demissão de Telê Santana, João Carlos que à época havia se tornado seu auxiliar, assumiu mais uma vez o comando interino do Mais Querido do Brasil. Desta vez foram quatro partidas com duas vitórias, uma derrota e outro empate. Todavia, mais uma vez o treinador não foi efetivado e insatisfeito aceitou um convite do futebol árabe para treinar o saudita Al Hilal.
Em 1990, voltaria ao Flamengo para compor mais uma vez a comissão técnica. Ao lado de Jair Pereira, conquistou a então inédita Copa do Brasil de 1990 de forma invicta, sendo convidado para assumir a preparação física da Seleção Brasileira de sub-17 no ano seguinte. Em 1992, ano em que conquistara o Campeonato Brasileiro como Auxiliar Técnico de Carlinhos, foi também convidado para assumir mais uma vez a preparação física da Seleção Brasileira, desta vez, o time Sub-20.
Em 2002, o convite do Flamengo tocou seu coração e João Carlos Costa tornou á terras tupiniquins. De volta a Gávea depois de 10 anos, João que havia ganho fama de exímio estrategista depois da sua brilhante passagem pelo exterior, tinha a missão de substituir Carlos Alberto Torres, que em 2002 havia conseguido apenas uma vitória em oito partidas disputadas.

### Kashima Antlers
Em 1996, João Carlos chegou ao Kashima Antlers, convidado por Zico, diretor técnico da equipe. Em seu primeiro ano, levou o time a primeira conquista da J-League.
Em 1997, levou o time a três conquistas, a inédita Nabisco Cup, conquistou o 1° turno da J-League e conquistando a inédita Emperor Cup de 1997. João Carlos levou o prêmio de melhor técnico da J-League 1997.
Em 1998, treinou o time em 11 partidas até se despedir de Ibaraki.

## Títulos
Flamengo
- Bicampeão Estadual: 1981
- Vice-Campeão Estadual: 1982
- Campeão do Torneio Internacional da Coréia: 1983
- Campeão Estadual: 1983
- Campeão do Torneio Octavio Pinto Guimarães: 1984
- Vice-Campeão Estadual: 1984
- Bicampeão do Torneio Octavio Pinto Guimarães: 1985
- Campeão Carioca: 1985
- Campeão Carioca: 1986
- Campeão Brasileiro: 1986
- Campeão Brasileiro: 1987
- Campeão da Taça Guanabara: 1988
- Campeão da Copa Kirin: 1988

Al Hilal Sport
- Campeão Nacional na Arábia Saudita: 1989

Flamengo
- Campeão da Copa do Brasil: 1990
- Campeão do Campeonato Capital: 1991
- Campeão da Primeira Taça do Estado do Rio de Janeiro: 1991

Seleção Brasileira Sub-17
- Campeão Sul-Americano: 1991

Flamengo
- Campeão Brasileiro: 1992

Seleção Brasileira Sub-20
- Tricampeão Sul-Americano: 1992
- Campeão da Copa Governador do Estado Carabobo: 1992

América-SP
- Classificação do América-SP para a 1° Divisão do Paulista: 1993
- Campeão do Torneio da Cidade de São Paulo: 1993
- Campeão do Interior: 1994

Kashima Antlers
- Campeão da J-League: 1996
- Campeão da Copa Xerox: 1997
- Vice-Campeão da J-League: 1997
- Campeão da Copa Nabisco: 1997
- Campeão da Copa do Imperador: 1997
- Campeão da Copa Xerox: 1998

Nagoya Grampus Eight
- Campeão da Copa do Imperador: 2000
- Campeão da Copa Tokai: 2000

Tupi Football Club
- Campeão do Interior - Federação Mineira de Futebol: 2008

Orlando Pirates
- Campeão da Copa Black Label 2011
- Campeão da Copa MTN8 2011
- Campeão da Telkom KO 2011